# Depressaria depressana
Depressaria depressana là một loài bướm đêm thuộc họ Oecophoridae. Nó được tìm thấy ở hầu hết châu Âu. Nó cũng được tìm thấy ở Cận Đông, Bắc Phi và phần phía đông của miền Cổ bắc. Tại Liên Xô cũ, nó phân bố ở toàn châu Âu trừ Viễn Bắc. Nó cũng được tìm thấy ở miền bắc Kavkaz và Ngoại Kavkaz (Gruzia và Armenia), ở Kazakhstan, Trung Á (Kyrgyzstan, Tajikistan), ở phía nam của Xibia (Tomsk, Novosibirsk Regions and Altai Territory) và vùng Viễn Đông Nga (Lãnh thổ Primorskii).
Sải cánh dài 14–20 mm. Con trưởng thành bay từ tháng 3 đến tháng 5. Có một lứa một năm. Có hai lứa ở miền bắc Caucasus và đến 3 lứa ở phía nam của Ukraina.
Ấu trùng ăn Daucus carota, Pimpinella, Pastinaca, Seseli và Peucedanum oreoselinum.

## Hình ảnh

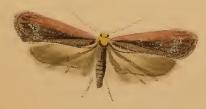
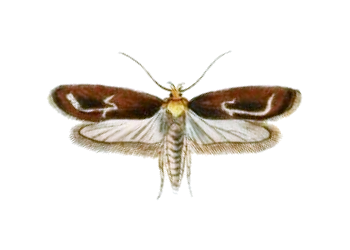
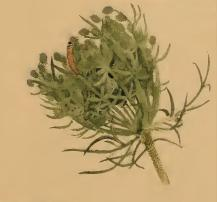
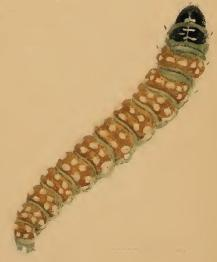